# Champion (1949)
Champion is een Amerikaanse film noir uit 1949 onder regie van Mark Robson. Destijds werd de film in Nederland uitgebracht onder de titel De kampioen.

## Verhaal
Midge wint bokswedstrijden met gemak en wordt zelfs wereldkampioen. Hij laat zich de roem welgevallen en laat zijn vrienden in de steek. Hoewel hij getrouwd is met Palmer, begint hij een liefdesaffaire met de knappe Grace.

## Rolverdeling
| Acteur          | Personage     |
| --------------- | ------------- |
| Kirk Douglas    | Midge         |
| Marilyn Maxwell | Grace         |
| Arthur Kennedy  | Connie        |
| Paul Stewart    | Haley         |
| Ruth Roman      | Emma          |
| Lola Albright   | Palmer        |
| Luis Van Rooten | Harris        |
| Harry Shannon   | Lew           |
| John Daheim     | Dunne         |
| Ralph Sanford   | Hammond       |
| Esther Howard   | Mevrouw Kelly |